# Gerhard Augst (Maler)
Gerhard Augst (* 13. November 1908 in Dresden; † 1997) war ein deutscher Maler und Grafiker.

## Leben und Werk
Augst machte eine Ausbildung zum Holzbildhauer und studierte von 1930 bis 1933 bei Richard Müller und Georg Lührig an der Kunstakademie Dresden. Er arbeitete dann in Dresden als Holzbildhauergehilfe und betätigte sich daneben künstlerisch vor allem als Zeichner und Aquarellist, u. a. auch auf Reisen in Deutschland, Holland, Belgien und der Schweiz. 1945 verlor er bei einem Bombenangriff auf Dresden nahezu sämtliche Werke.
Augst war nach Ende des Krieges an den ersten Kunstausstellungen in Dresden beteiligt, u. a. 1945 mit mehreren Arbeiten an der ersten Ausstellung der Künstlergruppe „Der Ruf“ und 1945/1946 mit zwei Aquarellen an der Ausstellung „Freie Künstler. Ausstellung Nr. 1“.
1947 wurde er Mitglied der Gruppe „Das Ufer – Gruppe 1947“. Er war 1947 und 1951 an deren Ausstellung in Dresden beteiligt.
In der Folgezeit schuf er vor allem Landschaftsbilder und eine bedeutende Anzahl von Porträt-Zeichnungen und -Grafiken von Persönlichkeiten, die für die DDR politisch oder kulturell relevant waren.
Ab 1952 übte Augst eine Lehrtätigkeit an der Arbeiter- und Bauernfakultät der Hochschule für Bildende Künste Dresden aus, 1954 bis 1971 als Dozent für Grafik. Zu seinen Schülern gehörten u. a. Heinz-Detlef Moosdorf und Arno Rink.
Ab 1960 war Augst Lehrer an verschiedenen Schulen, u. a. in der Weiterbildung von Kunsterziehern an der Pädagogischen Hochschule Dresden.
Ab 1974 war Augst in Dresden wieder freischaffend tätig. Er war Mitglied im Verband Bildender Künstler der DDR. Augst war auf den Deutschen Kunstausstellungen 1949, 1953 und 1958/1959 vertreten.

## Werke (Auswahl)
- Porträt Erich Fraß (Zeichnung, ausgestellt 1947 auf der Ausstellung der Gruppe „Das Ufer“)[5]

- Altreick (Aquarell; ausgestellt 1947 auf der Ausstellung der Gruppe „Das Ufer“)[6]
- Herbstwind (Kreidezeichnung; 1945; ausgestellt 1947 auf der Ausstellung der Gruppe „Das Ufer“)[7]

- Ministerpräsident Otto Grotewohl (Bleistift, 64 × 47 cm; auf der Dritten Deutschen Kunstausstellung)
- Walter Ulbricht, Stellvertretender Ministerpräsident (Bleistift, 67 × 50 cm; auf der Dritten Deutschen Kunstausstellung)

- Präsident der Demokratischen Republik Vietnam Ho Tschi Minh (Zeichnung, 80 × 60 cm; ausgestellt 1953 auf der Dritten Deutschen Kunstausstellung)[8]
- Lenin (um 1953, Federzeichnung)[9][10]
- Porträt Arnold Zweig (Lithografie, 1969)[11]